# NK Slavonac Tenja
Nogometni klub Slavonac Tenja hrvatski je nogometni klub iz osječkog prigradskog naselja Tenja.
Trenutačno se natječe u 1. ŽNL Osječko-baranjskoj. Boja kluba je plavo-bijela (do 1992. godine boja je bila crveno-bijela).
Od 2005. godine u sklopu kluba djeluje i Nogometna škola mladeži NK Slavonac. Škola broji 120 djece u dobi od 5 do 17 godina. Djeca su raspoređena u 6 kategorija (otvorena škola, prednatjecatelji, početnici, mlađi i stariji pioniri te kadeti) koja se natječu u kvalitetnim ligama mladeži u organizaciji NS Osijek. 

## Povijest
Klub je osnovan 1928. godine pod imenom Tenjski Amaterski Nogometni Klub (TANK). Osnivači kluba su bili Stevo Cvetković, Franjo Larinić, Boro Sarkić, Zdravko Dokić, prof. Boško Vukašinović, Dejan Radonić i Boško Novaković.
Nakon 2. svjetskog rata klub se obnavlja pod imenom NK Jedinstvo, a od 1954. godine ponovno nosi ime TANK. U prvoj polovici 1950-ih godina, u Tenji djeluje i NK Zadruga, bez značajnijih uspjeha, a nakon toga se krajem istog desetljeća osniva NK Napredak.
Do 1991. godine, klub se natjecao u podsaveznom rangu, bez većih uspjeha. Kao jedan od najvećih uspjeha kluba izdvaja se osvajanje općinskog kupa u sezoni 1966./67.
Početkom Domovinskog rata, tenjski Hrvati u progonstvu osnivaju NK Slavonac Tenja, dok u naselju lokalni Srbi osnivaju FK Tenja. Mirnom reintegracijom dolazi do spajanja ova dva kluba u NK TANK Slavonac Tenja. 2000. godine, klub istupa iz natjecanja, ali najavljuje povratak u sezoni 2003./04. 2011. godine klub mijenja ime u NK Slavonac Tenja.
U sezoni 2009./10. osvaja prvo mjesto u 2. ŽNL Osječko-baranjskoj NS Osijek, te nakon dvomeča s NK Šokadija Duboševica (1:0 2:1) ostvaruje promociju u 1. ŽNL. U sezoni 2013./14. klub osvaja 1. mjesto u 1. ŽNL Osječko-baranjskoj i time stiče pravo nastupa u Međužupanijskoj nogometnoj ligi Osijek – Vinkovci. Gašenjem iste, vraća se u 1. ŽNL. U sezoni 2015./16. ponovno osvaja 1. ŽNL i u kvalifikacijama ostvaruje plasman u Međužupanijsku nogometnu ligu Slavonije i Baranje. Nakon dvije sezone provedene u Međužupanijskoj nogometnoj ligi Slavonije i Baranje klub ispada u 1. ŽNL, a sezonu nakon i u 2. ŽNL.
Nakon četiri godine, u sezoni 2022./23 klub ponovno osvaja naslov u 2. ŽNL Osječko-baranjskoj. U kvalifikacijama za popunu 1. ŽNL Osječko-baranjske pobijedio je NK Bratstvo Jagodnjak (2:2 u gostima i 4:1 kod kuće), čime je izborio povratak u 1. ŽNL Osječko-baranjsku, u kojoj se natječe i danas.

### Plasmani kluba kroz povijest
| Sezona                              | Liga                                              | Plasman                                                  |
| ----------------------------------- | ------------------------------------------------- | -------------------------------------------------------- |
| 1950.                               | Grupno prvenstvo NP Osijek – grupa IV             | 4. mjesto                                                |
| 1951.                               |                                                   |                                                          |
| 1952.                               |                                                   |                                                          |
| 1952./53.                           | Grupno prvenstvo NP Osijek – grupa III            | 4. mjesto                                                |
| 1953./54.                           |                                                   |                                                          |
| 1954./55.                           | Grupno prvenstvo NP Osijek – grupa III            | 8. mjesto                                                |
| 1955./56.                           | Gradska liga NP Osijek – 1. razred                | isključen                                                |
| 1956./57.                           |                                                   |                                                          |
| 1957./58.                           |                                                   |                                                          |
| 1958./59.                           | Gradska liga NP Osijek – 1. razred                | 8. mjesto                                                |
| 1959./60.                           |                                                   |                                                          |
| 1960./61.                           |                                                   |                                                          |
| 1961./62.                           |                                                   |                                                          |
| 1962./63.                           |                                                   |                                                          |
| 1963./64.                           |                                                   |                                                          |
| 1964./65.                           |                                                   |                                                          |
| 1965./66.                           |                                                   |                                                          |
| 1966./67.                           |                                                   |                                                          |
| 1967./68.                           |                                                   |                                                          |
| 1968./69.                           | Područna liga NSP Osijek                          | 7. mjesto                                                |
| 1969./70.                           | Područna liga NSP Osijek                          | 13. mjesto                                               |
| 1970./71.                           | Područna liga NSP Osijek                          | 6. mjesto                                                |
| 1971./72.                           | Područna liga NSP Osijek                          | 8. mjesto                                                |
| 1972./73.                           | Područna liga NSP Osijek                          | 14. mjesto                                               |
| 1973./74.                           |                                                   |                                                          |
| 1974./75.                           |                                                   |                                                          |
| 1975./76.                           | Područna nogometna liga NSP Osijek                | 7. mjesto                                                |
| 1976./77.                           |                                                   |                                                          |
| 1977./78.                           |                                                   |                                                          |
| 1978./79.                           | Liga MNS Osijek                                   | 7. mjesto                                                |
| 1979./80.                           | Liga MNS Osijek                                   | 11. mjesto                                               |
| 1980./81.                           |                                                   |                                                          |
| 1981./82.                           | Liga MNS Osijek                                   | 10. mjesto                                               |
| 1982./83.                           |                                                   |                                                          |
| 1983./84.                           | Liga MNS Osijek                                   | 8. mjesto                                                |
| 1984./85.                           | Liga MNS Osijek                                   | 8. mjesto                                                |
| 1985./86.                           | Općinska nogometna liga Osijek                    | 10. mjesto                                               |
| 1986./87.                           |                                                   |                                                          |
| 1987./88.                           |                                                   |                                                          |
| 1988./89.                           |                                                   |                                                          |
| 1989./90.                           |                                                   |                                                          |
| 1990./91.                           |                                                   |                                                          |
| 1992.                               |                                                   |                                                          |
| 1992./93.                           | Liga Istočne Slavonije i Zapadnog Srema           | 13. mjesto                                               |
| 1993./94.                           |                                                   |                                                          |
| 1994./95.                           |                                                   |                                                          |
| 1995./96.                           |                                                   |                                                          |
| 1996./97.                           |                                                   |                                                          |
| 1997./98.                           |                                                   |                                                          |
| 1998./99.                           |                                                   |                                                          |
| 1999./00.                           | 1. ŽNL Osječko-baranjska                          | 4. mjesto                                                |
| 2000. – 2003. klub se nije natjecao |                                                   |                                                          |
| 2003./04.                           | 2. ŽNL Osječko-baranjska NS Osijek                | Grupa Osijek/Istok: 5. mjesto Liga za ostanak: 2. mjesto |
| 2004./05.                           | 2. ŽNL Osječko-baranjska NS Osijek                | 2. mjesto                                                |
| 2005./06.                           | 2. ŽNL Osječko-baranjska NS Osijek                | 3. mjesto                                                |
| 2006./07.                           | 2. ŽNL Osječko-baranjska NS Osijek                | Grupa B: 1. mjesto Liga za prvaka:                       |
| 2007./08.                           | 2. ŽNL Osječko-baranjska NS Osijek                | 2. mjesto                                                |
| 2008./09.                           | 2. ŽNL Osječko-baranjska NS Osijek                | 5. mjesto                                                |
| 2009./10.                           | 2. ŽNL Osječko-baranjska NS Osijek                | 1. mjesto                                                |
| 2010./11.                           | 1. ŽNL Osječko-baranjska                          | 12. mjesto                                               |
| 2011./12.                           | 1. ŽNL Osječko-baranjska                          | 4. mjesto                                                |
| 2012./13.                           | 1. ŽNL Osječko-baranjska                          | 6. mjesto                                                |
| 2013./14.                           | 1. ŽNL Osječko-baranjska                          | 1. mjesto                                                |
| 2014./15.                           | Međužupanijska nogometna liga Osijek – Vinkovci   | 4. mjesto                                                |
| 2015./16.                           | 1. ŽNL Osječko-baranjska                          | 1. mjesto                                                |
| 2016./17.                           | Međužupanijska nogometna liga Slavonije i Baranje | 9. mjesto                                                |
| 2017./18.                           | Međužupanijska nogometna liga Slavonije i Baranje | 16. mjesto                                               |
| 2018./19.                           | 1. ŽNL Osječko-baranjska                          | 16. mjesto                                               |
| 2019./20.                           | 2. ŽNL Osječko-baranjska NS Osijek                | 5. mjesto                                                |
| 2020./21.                           | 2. ŽNL Osječko-baranjska NS Osijek                | 2. mjesto                                                |
| 2021./22.                           | 2. ŽNL Osječko-baranjska NS Osijek                | 2. mjesto                                                |
| 2022./23.                           | 2. ŽNL Osječko-baranjska NS Osijek                | 1. mjesto                                                |
| 2023./24.                           | 1. ŽNL Osječko-baranjska                          | 9. mjesto                                                |
| 2024./25.                           | 1. ŽNL Osječko-baranjska                          | 8. mjesto                                                |

## Vanjske poveznice
- Facebook stranica kluba
- Profil, HNS Semafor